# Cải bắp

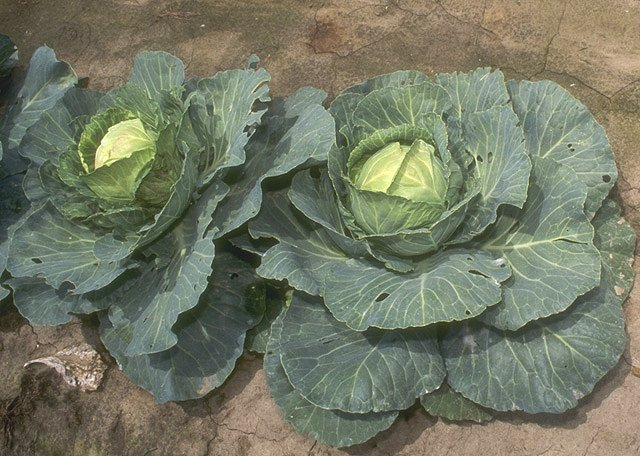
Cải bắp, chưa nở rõ giống

Bắp cải hay cải bắp (Brassica oleracea nhóm Capitata) hay cải nồi hay bắp sú là một loại rau chủ lực trong họ Cải (còn gọi là họ Thập tự - Brassicaceae/Cruciferae), phát sinh từ vùng Địa Trung Hải. Nó là cây thân thảo, sống hai năm, và là một thực vật có hoa thuộc nhóm hai lá mầm với các lá tạo thành một cụm đặc hình gần như hình tròn đặc trưng.
Nó đã được biết tới từ thời Hy Lạp và La Mã cổ đại; Cato Già đánh giá cao loại cây này vì các tính chất y học của nó, ông tuyên bố rằng "nó là loại rau thứ nhất".. Tiếng Anh gọi nó là cabbage (phát âm: /ˈkabɪdʒ/) và từ này có nguồn gốc từ Normanno-Picard caboche ("đầu"). Cải bắp được phát triển từ lựa chọn nhân tạo diễn ra liên tục để ngăn chặn chiều dài các gióng.
Cải bắp có chỉ số diện tích lá cao, hệ số sử dụng nước rất lớn nhưng có bộ rễ chùm phát triển nên chịu hạn và chịu nước hơn su hào và súp lơ.
Cải bắp ngoài là món ăn ngon ra còn có tác dụng chữa được nhiều bệnh như: phòng bệnh ung thư vú ở phụ nữ,nước cải bắp tươi chữa bệnh loét da. Tại Hàn Quốc, cải bắp được gọi là yangbaechu (양배추) và là nguyên liệu chính làm món kim chi cải bắp (양배추 김치).

## Việt Nam
Cải bắp được trồng trong vụ đông xuân ở các tỉnh phía bắc, miền trung và Tây Nguyên. Cải bắp thuộc nhóm rau có nguồn gốc ôn đới, nhiệt độ xuân hóa (nhiệt độ cần thiết để phân hoá mầm hoa) là 1-10 °C trong khoảng 15-30 ngày tùy thời gian sinh trưởng của giống.

## Các thứ của Brassica oleracea
Bên cạnh cải bắp, loài Brassica oleracea còn có nhiều giống cây trồng khác biệt về hình dáng và tên gọi khác, ví dụ: cải bông xanh hay súp lơ xanh (nhóm Italica), súp lơ (nhóm Botrytis), cải xoăn, borekale? (nhóm Acephala), su hào (nhóm Gongylodes), cải brussels (nhóm Gemmifera), cải làn hay giới lan/cải bông xanh Trung Hoa (nhóm Alboglabra), các cây lai ghép broccolini? (lai ghép Italica × Alboglabra) và broccoflower? (lai ghép Italica × Botrytis).

## Giá trị dinh dưỡng của bắp cải
Bắp cải có chứa nhiều vitamin C (44%) và vitamin K (72%). Bắp cải cũng chứa một lượng vừa phải (10-19%) vitamin B6 và B9 (axit Folic hay còn gọi là folate).

## Những lưu ý khi ăn bắp cải

### Gây chướng bụng
Tiêu thụ một lương lớn bắp cải có thể dẫn đến việc làm tăng lượng khí ga trong dạ dày, dẫn đến tình trạng đầy hơi, chướng bụng và khó tiêu.